# Franchise-szerződés
Ez a szócikk a franchise vállalkozási formaként történő alkalmazása során szükséges szerződésről szól. Ebben az összefüggésben két alapvető változata ismert: a rendszerint nemzetközi vagy regionális hálózatfejlesztés kapcsán alkalmazott, úgynevezett mester-franchise, valamint az egy adott országon belül alkalmazott franchise-szerződés. A szócikk csak az utóbbi változattal foglalkozik.

## Nemzetközi kitekintés és a magyar gyakorlat
A franchise sajátos jogi hátterével hosszú ideig nem foglalkoztak a jogalkotók. Sajátossága abból adódik, hogy a vállalkozási formának és az azt szabályozó szerződésnek a kötelmi jog mellett szoros és kiegyensúlyozott kapcsolata van a versenyjoggal. Ennek oka az, hogy a vállalkozói franchise alapjában véve egy vertikális kartell.
A magyar és az uniós franchise-jog alapjainak megfogalmazását az Európai Unió Bíróság Pronuptia-ügye indította el 1986-ban. A franchise-szerződés atipikus jellege miatt az ügy a csoportmentességi rendeletek megalkotásához vezetett. Nincs azonban uniós szinten átfogó szabályozás, csak egy, az Európai Franchise Föderáció (EFF) által elfogadott Etikai kódex, amit a Magyar Franchise Szövetség mint az EFF tagja is érvényben tart. Ezen túl az egyes tagországok belső szabályokat alkottak, mint tette ezt az új Polgári törvénykönyvvel Magyarország is.
Eltérő a jogrend és a helyzet az Amerikai Egyesült Államokban, ahol a trösztellenes és fogyasztóvédelmi ügynökség (FTC - Federal Trade Commission) az 1978-ban elfogadott első szabály (Franchise rule) megjelenését követően számos további (jog)szabályt vezetett be. Azóta, a franchise-szerződések atipikus volta miatt, a franchise mint vállalkozási forma szövetségi és állami szinten példátlan szabályozási kihívásokkal néz szembe, ezért az amerikai érdekképviseleti szervezet (IFA - International Franchise Association) külön jogi központot (IFA Law Center) hozott létre a számos és összetett probléma kezelésére.
A szervezett franchise-vállalkozói közösséget világméretekben is képviselő Franchise Világtanács (amelynek a magyar szövetség is tagja), a vállalkozási forma innovatív jellegének megőrzése érdekében, az önszabályozás híve. A 2015-ben elfogadott deklarációjában rögzíti, hogy a "Franchise Világtanács az önszabályozást támogatja a franchise etikai alapelvei révén" és óvva inti a kormányokat túlszabályozásoktól.
A Franchise Világtanács felfogását megalapozottan kritizálja az Európai Parlament, amikor állásfoglalásában elfogadva az önszabályozás elvét, rögzíti, hogy a franchise-vállalkozások többsége nem tagja azon szervezeteknek, amelyek magukra nézve kötelezőnek tartják az etikai kódex szerinti működést.
A teljeskörű jogi szabályozás és az önszabályozás közti eltérő helyzetet a magyar joggyakorlat számos alkalommal rugalmasan áthidalta, amikor peres eljárásban a Magyar Franchise Szövetséget kérte fel szakértőként, amelynek eredményeként a Szövetség etikai kódex szerinti állásfoglalása perben döntő jelentőséggel bírt.
Magyarországon törvényi szabályozás hiányában a franchise-nak sokáig nem is volt - és gyakorlatilag ma sincs - általánosan használt magyar neve. Az addigi kísérletek, a joglás vagy névjoglás szavak nem terjedtek el széles körben. A jogbérleti (franchise) szerződés fogalmát a franchise-szerződésre a 2014. március 15-én hatályba lépett Polgári Törvénykönyv vezette be, amely ezt a szerződésfajtát jogbérleti szerződésnek nevezi. A szerződő felek elnevezése: a jogbérletbe adó és a jogbérletbe vevő.
A Polgári Törvénykönyv által bevezetett új elnevezés helyett Magyarországon a gyakorlatban továbbra is a franchise-szerződés kifejezést használják. 

## A franchise-szerződés szokásos szabályai

### A névhasználat
- A névhasználati jog átadása kötelező fogalmi eleme a franchise-szerződésnek. Szinte minden esetben bejegyzett védjegy (esetleg több védjegy) használatának jogát adják át, és szavatolnak azért, hogy harmadik személynek nincs olyan joga, amely ezt a névhasználatot akadályozná vagy kizárná.
- Közkeletű tévhit ellenére cégnév nem lehet franchise-szerződés tárgya, legfeljebb a cégnév vezérszavának használatáról lehet szó (amely egyben általában bejegyzett védjegy is). Ennek indoka az, hogy a cégnév használata nem engedhető át, mivel ez a forgalomban zavarokat okozna – sem a partnerek, sem a hatóságok, sem a fogyasztók nem tudnák, melyik céggel (jogi személlyel) kerültek kapcsolatba.
- A franchise-szerződés nem jár a fogyasztók megtévesztésével, mivel például egy gyorsétterem-lánc saját (ún. központi) egységei ugyanolyan alapvető jellemzőkkel rendelkeznek, mint a franchise-szerződés keretében létesült, illetve üzemeltetett egységek. Amikor betérünk egy étterembe, nem figyelünk erre a kettősségre.

### Az üzletviteli tapasztalat
A névhasználat mindig konkrét termék előállítását és/vagy szolgáltatás nyújtását célozza. Az üzletviteli tapasztalat sokféle lehet:
- szabadalommal oltalmazott találmány,
- formatervezési mintaoltalommal védett forma (design),
- know-how (értékkel bíró üzleti titok)
- egyéb üzemszervezési megoldás
- iparjogvédelmi oltalom alatt nem álló egyéb üzletviteli megoldás (például az üzletek berendezési tárgyai, a falak színe, a pénztárgépek billentyűzete stb.) átadása, s mindez társul az e jogokat átadó vállalkozó folyamatos támogatásával.

### Az átadó egyéb kötelezettségei
A franchise-átadó egyéb kötelezettségeket is vállalhat, például finanszírozást, a számára fennálló beszerzési előnyökből való részesítést.

### Az átvevő kötelezettségei
- A franchise-szerződés alapján az átvevő általában egy kezdőösszeget fizet ("beugró"), azután a megállapodás alapján fizet díjat a névhasználatért, illetve az egyéb átadói szolgáltatásokért.
- A franchise-szerződés az átvevő számára gyakran szerződéskötési kötelezettséget is előír, így például köteles az átadó bizonyos termékeit megvásárolni, ezeket mással nem helyettesítheti, a termékpalettától nem térhet el, segédanyagokat (például tisztítószert) csak a franchise-adótól vásárolhat stb.
- Az átvevő köteles minden olyan biztosítási szerződést megkötni és fenntartani, amit a szerződés előír.
- A szolgáltatás vagy termék árképzésénél nem térhet el a megállapodástól (így például nem fordulhat elő, hogy azonos gyorsétterem-lánchoz tartozó éttermek egymás között árversenyt folytatnak).
- Mindig kikötik, hogy a franchise-vevő nem adhat másnak allicenciát, mivel akkor borulna a szerződéses rendszer, a felhasznált név imázsa sérülne.

### Versenyjogi kérdések
A franchise-szerződések bizonyos versenykorlátozásokkal (például piacfelosztás) járhatnak. A tiltott versenykorlátozások miatt esetenként versenyfelügyeleti eljárások indulhatnak.

## A magyar szabályozás: a jogbérleti (franchise) szerződés
- A 2014. március 15-én hatályba lépett Polgári Törvénykönyv először tartalmaz közvetlen törvényi szabályozást.[14] LI. Fejezetként[15] megalkotta és bevezette a jogbérleti (franchise) szerződés fogalmát. Ugyancsak rögzítette a szerződéses feleket: a jogbérletbe adó és a jogbérletbe vevő.

### A jogbérleti szerződés fogalma, a felek
- A jogbérleti szerződés alapján a jogbérletbe adó szerzői és iparjogvédelmi jogok által védett oltalmi tárgyakhoz, illetve védett ismerethez kapcsolódó felhasználási, hasznosítási vagy használati jogok engedélyezésére, a jogbérletbe vevő termékeknek, illetve szolgáltatásoknak a szerzői és iparjogvédelmi jogok által védett oltalmi tárgyaknak, illetve védett ismeretnek a felhasználásával, hasznosításával vagy használatával történő előállítására, illetve értékesítésére és díj fizetésére köteles.[16] Az értékesítés során a jogbérletbe vevő a saját nevében és a saját javára jár el.[17]

### A szerzői és iparjogvédelmi jogok és védett ismeret biztosítása
A jogbérletbe adó a szerződés hatálya alatt köteles biztosítani a jogbérletbe vevő számára a franchise működtetéséhez szükséges felhasználási, hasznosítási és használati jogok folyamatos és zavartalan gyakorlását.
A jogbérletbe vevő köteles a rendelkezésére bocsátott ismeretet megóvni.

### Ellátási kötelezettség
Ha a jogbérletbe vevő az értékesítendő terméket vagy a termék előállításához szükséges alapanyagot a jogbérletbe adótól vagy a jogbérletbe adó által meghatározott személytől köteles beszerezni, és a jogbérletbe adó a jogbérletbe vevő megrendelését nem teljesíti, a jogbérletbe vevő jogosult a terméket vagy az alapanyagot máshonnan beszerezni.

### A jóhírnév megóvása
A felek kötelesek a jogbérletbe adó által a szerződés szerinti szerzői és iparjogvédelmi jogokkal, valamint védett ismeretekkel összefüggően adott felhasználási, hasznosítási és használati engedélyekkel létrehozott hálózat és az előállított, illetve értékesített termékek és szolgáltatások jóhírnevét megóvni.

### Utasítási és ellenőrzési jog
- A jogbérletbe adót a termék és a szolgáltatás előállításával és értékesítésével, valamint a hálózat és az előállított, illetve értékesített dolog jóhírnevének megóvásával kapcsolatban utasítási jog illeti meg.[22]
- Ha a jogbérletbe adó célszerűtlen vagy szakszerűtlen utasítást ad, erre a jogbérletbe vevő köteles őt figyelmeztetni. Ha a jogbérletbe adó a figyelmeztetés ellenére fenntartja az utasítását, a jogbérletbe vevő köteles az utasítást teljesíteni; az utasítás teljesítéséből eredő kárért a jogbérletbe adó felel. A jogbérletbe vevő köteles megtagadni az utasítás teljesítését, ha annak végrehajtása jogszabály vagy hatósági határozat megsértéséhez vezetne, vagy veszélyeztetné mások személyét vagy vagyonát.[23]
- A jogbérletbe adó jogosult a szerződésben és az utasításaiban foglaltak teljesítését ellenőrizni.[24]

### A szerződés megszűnése
- A határozatlan időtartamra kötött szerződést bármelyik fél a naptári hónap utolsó napjára felmondhatja. A felmondási idő a szerződés első évében egy hónap, a szerződés második évében két hónap, a 3. és az azt követő években 3 hónap.[25]
- A szerződés megszűnésével a jogbérletbe vevőnek a szerzői és iparjogvédelmi jogok tárgyaira és a védett ismeretre vonatkozó felhasználási, hasznosítási és használati jogosultsága megszűnik.[26]

## Antiglobalista kritikák
A franchise-szerződések ellen gyakoriak az antiglobalista fellépések. Előfordultak már támadások gyorséttermek ellen. A kritikák főleg azt hangsúlyozzák, hogy a külföldi tőke behatolásának eszközeként a franchise-szerződések a részt vevő hazai vállalkozókat kiszolgáltatják, alárendelt szerepre kárhoztatják, míg a kisvállalkozások megélhetését közvetlenül veszélyeztetik.